# ترناواتس
ترناواتس (به صربی: Trnavac) یک منطقهٔ مسکونی در صربستان است.